# Liam O'Connor
Pour les articles homonymes, voir O'Connor.
Pas d'image ? Cliquez ici

a Compétitions nationales et continentales officielles uniquement.

b Matchs officiels uniquement.
Dernière mise à jour le 31 décembre 2023.
Liam O'Connor, né le 13 juillet 1995 à Cork (Irlande), est un joueur irlandais de rugby à XV qui joue au poste de pilier gauche au Munster de 2016 à 2023.

## Biographie

### Jeunesse et formation
O'Connor naît à Cork, en Irlande et joue pour la première fois au rugby à XV à l'âge de 7 ans avec le Dolphin RFC. Il fréquente ensuite le Christian Brothers College et représente l'école en junior et senior. Il joue pour le Munster avec les moins de 18 ans, moins de 19 ans, moins de 20 ans et le Munster A,.
Il représente aussi l'Irlande chez les moins de 19 ans et les moins de 20 ans. O'Connor a également joué au football gaélique au niveau amateur pour Delaneys et, à seulement 16 ans, a joué gardien de but de St. Nicks dans le championnat de football senior de Cork,.

### Carrière au Munster
Le 16 janvier 2016, Liam O'Connor fait ses débuts professionnels avec le Munster en entrant en jeu contre le Stade français lors d'un match de Coupe d'Europe 2015-2016,.
En 2016-2017, il ne joue pas de match avec sa province mais participe à la British and Irish Cup avec l'équipe réserve, le Munster A et remporte cette coupe. Liam O'Connor est titulaire lors de la finale remportée 29 à 28 contre les Jersey Reds.
Il est titularisé pour la première fois en début de saison 2017-2018, le 1er septembre 2017, lors du match d'ouverture de la saison de Pro14 contre le Benetton Trévise. À la mi-saison, en janvier 2018, il signe son premier contrat professionnel avec le Munster, un contrat de deux ans. En fin de saison, il est nommé pour le prix John McCarthy 2018 du joueur académique de l'année.
Il fait son retour d'une blessure au genou subie lors du match contre les Ospreys en décembre 2017, la saison suivante, lors d'une rencontre contre les Dragons le 26 janvier 2019.
En janvier 2020, O'Connor prolonge son contrat de deux ans avec le Munster, soit jusqu'en 2022. En fin de contrat, il prolonge une nouvelle fois son contrat d'un an, en janvier 2022,.
Durant la saison 2022-2023, Il participe à la victoire historique 28 à 14 du Munster contre l'Afrique du Sud XV, l'équipe réserve des Springboks, au Páirc Uí Chaoimh de Cork, le 10 novembre 2022. Ensuite, son équipe est dans un premier temps éliminé dès les huitièmes de finale de Champions Cup par l'équipe sud-africaine des Sharks. Puis, le Munster se qualifie en finale du United Rugby Championship après avoir battu le Leinster en demi-finale. En finale, les Irlandais affrontent les Sud-Africains des Stormers et s'imposent 19 à 14, remportant cette compétition pour la première fois depuis 2011,. O'Connor ne participe cependant pas à cette rencontre à cause de problèmes à la nuque, qui l'obligent même à prendre sa retraite sportive à l'issue de cette saison,.

## Statistiques

### En province
| Saison        | Club          | Championnat               | Championnat | Championnat | Coupe d'Europe | Coupe d'Europe | Coupe d'Europe |
| Saison        | Club          | Compétition               | Matchs      | Essais      | Compétition    | Matchs         | Essais         |
| ------------- | ------------- | ------------------------- | ----------- | ----------- | -------------- | -------------- | -------------- |
| 2015-2016     | Munster       | Pro12                     | -           | -           | Coupe d'Europe | 1              | -              |
| 2016-2017     | Munster       | Pro12                     | -           | -           | Coupe d'Europe | -              | -              |
| 2017-2018     | Munster       | Pro14                     | 10          | -           | Coupe d'Europe | 1              | -              |
| 2018-2019     | Munster       | Pro14                     | 8           | -           | Coupe d'Europe | -              | -              |
| 2019-2020     | Munster       | Pro14                     | 4           | -           | Coupe d'Europe | 2              | -              |
| 2020-2021     | Munster       | Pro14                     | 4           | -           | Coupe d'Europe | 1              | -              |
| 2020-2021     | Munster       | Pro14 Rainbow Cup         | 1           | -           | Coupe d'Europe | 1              | -              |
| 2021-2022     | Munster       | United Rugby Championship | -           | -           | Coupe d'Europe | -              | -              |
| 2022-2023     | Munster       | United Rugby Championship | 1           | -           | Champions Cup  | -              | 1              |
| Total Munster | Total Munster | Total Munster             | 28          | 0           | Coupe d'Europe | 5              | 0              |

### Internationales
Liam O'Connor a disputé cinq matchs avec l'équipe d'Irlande des moins de 20 ans en une saison, prenant part à une édition du Championnat du monde junior en 2015. Il n'a pas inscrit de points.

## Palmarès
- Munster A
  - Vainqueur de la British and Irish Cup en 2017

- Munster
  - Finaliste du Pro14 en 2021
  - Vainqueur du United Rugby Championship en 2023